# Antimetaboliten
Antimetaboliten sind chemische Verbindungen, die natürlichen Metaboliten in ihrer chemischen Struktur ähneln, aber deren Stoffwechselweg hemmen (Inhibitor). Ergebnis ist eine Störung der normalen Enzymfunktion in einem Stoffwechselweg oder biologischen Prozess. Antimetaboliten können wirksame Zytostatika sein (gestörter Prozess: Mitose) oder beispielsweise Immunsuppressiva (gestörter Prozess: Immunantwort).
Sie verdrängen meist die umzusetzenden Metaboliten vom aktiven Zentrum der Enzyme, können aber in der Regel aufgrund der Strukturverschiedenheit nicht umgesetzt werden (kompetitive Hemmung). Werden sie doch umgesetzt, führen sie zu einer Anhäufung unerwünschter Stoffe, die frei vorliegen oder in Makromoleküle eingebaut werden. Dies führt ebenfalls zu Fehlfunktionen bis hin zum Absterben der Zelle. 
Viele Antimetaboliten sind chemische Analoga von Aminosäuren (wie z. B. Azaserin) oder Basenanaloga der DNA. Auch die Wirkung einiger Antibiotika (z. B. von Puromycin) beruht auf dem Prinzip.
Beispiele für Antimetaboliten sind
- Folsäureantagonisten: Methotrexat, Pemetrexed
- Purin- und Purinnucleosidanaloga: 6-Mercaptopurin, 6-Thioguanin
- Pyrimidin- und Pyrimidinnucleosidanaloga: 5-Fluoruracil, Cytarabin, Gemcitabin, Tegafur, Capecitabin